# Mottener Forst-Süd
Der Mottener Forst-Süd ist ein 5,05 km² großes gemeindefreies Gebiet im Landkreis Bad Kissingen in der bayerischen Rhön. Das Gebiet ist komplett bewaldet.

## Geografie

### Lage
Der Mottener Forst-Süd liegt südöstlich der namensgebenden Gemeinde Motten und westlich des Truppenübungsplatzes Wildflecken. Im gemeindefreien Gebiet liegt eine Exklave von Motten. Die höchste Erhebung ist der östlichste Punkt des Gebietes an der Grenze mit dem Markt Wildflecken, mit einer Höhe von 633 m ü. NN. Im Südosten befindet sich der Löchergraben, eine unbewohnte Exklave der Gemeinde Motten, die allseitig vom gemeindefreien Gebiet umgeben ist. Der Mottener Forst-Nord und der Mottener Forsts-West wurden als gemeindefreie Gebiete am 1. Januar 1988 aufgelöst und sind Gemarkung auf dem Gebiet der Gemeinde Motten.

### Nachbargemeinden
|                           |                                             |                               |
| Gemeinde Motten           | Kompassrose, die auf Nachbargemeinden zeigt | Markt Wildflecken             |
| Gemeinde Motten (Exklave) |                                             | Stadt Bad Brückenau (Exklave) |